# Zeitbrandofen

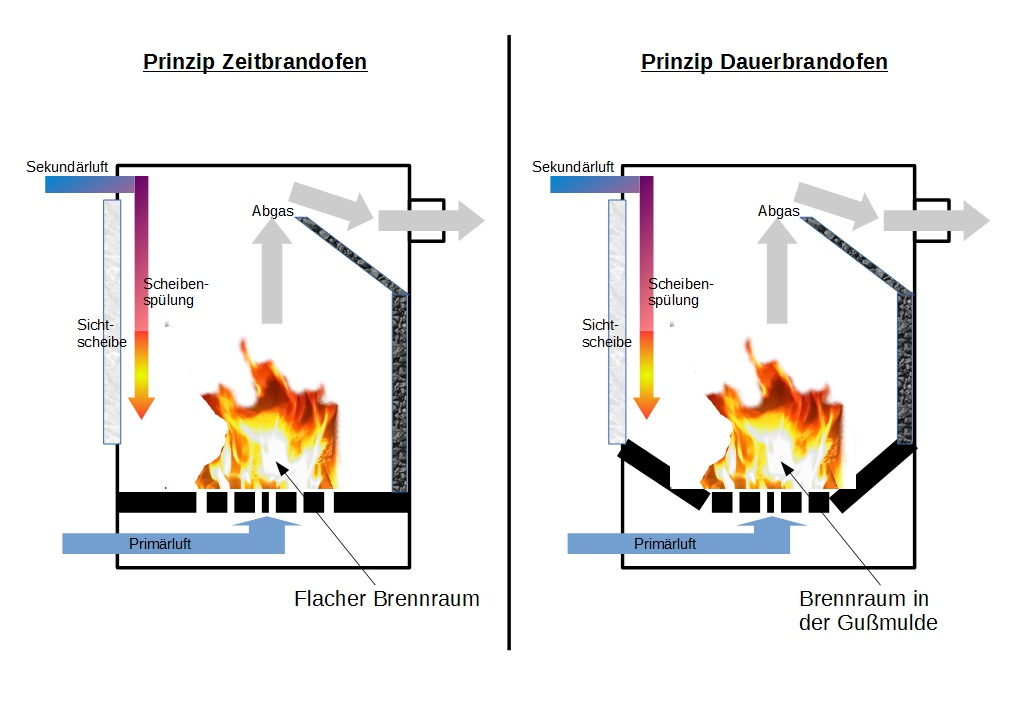
Gegenüberstellung des Arbeitsprinzips eines Zeitbrand- bzw. Dauerbrandofens

Der Zeitbrandofen ist nach DIN EN 13240 eine Feuerstätte für feste Brennstoffe, die mit dem Brennstoff Scheitholz einen Abbrand mindestens 45 Minuten halten kann sowie mit einem mineralischen Brennstoff wie Braunkohlebrikett mindestens 60 Minuten andauern lässt.

## Funktion
Ein Zeitbrandofen ist im Gegensatz zum Dauerbrandofen für den Abbrand von Brennholz optimiert, kann jedoch auch mit Brikett betrieben werden. Der Ofen kann prinzipiell ohne weiteres im Dauerbetrieb rund um die Uhr arbeiten. Die Bezeichnung Zeitbrand bedeutet dagegen nicht, dass die Feuerstätte lediglich kurze Zeit betrieben werden darf.

## Geschichte
Anordnungen unter Pfalzgraf Karl IV. aus dem Jahr 1772 dienten auch der Verhütung eines Brandes im Zusammenhang mit häuslichen Feuerstätten. Nach gleichzeitigen Bauvorschriften durften keine Holzschornsteine mehr errichtet, keine hölzernen Schläuche mehr eingebaut werden, die den Rauch der Feuerstätte zum Kamin zu leiten hatten, wie es auch untersagt wurde, Ofenrohre zum Fenster hinauszuführen.